# Hugo I de Vermandois

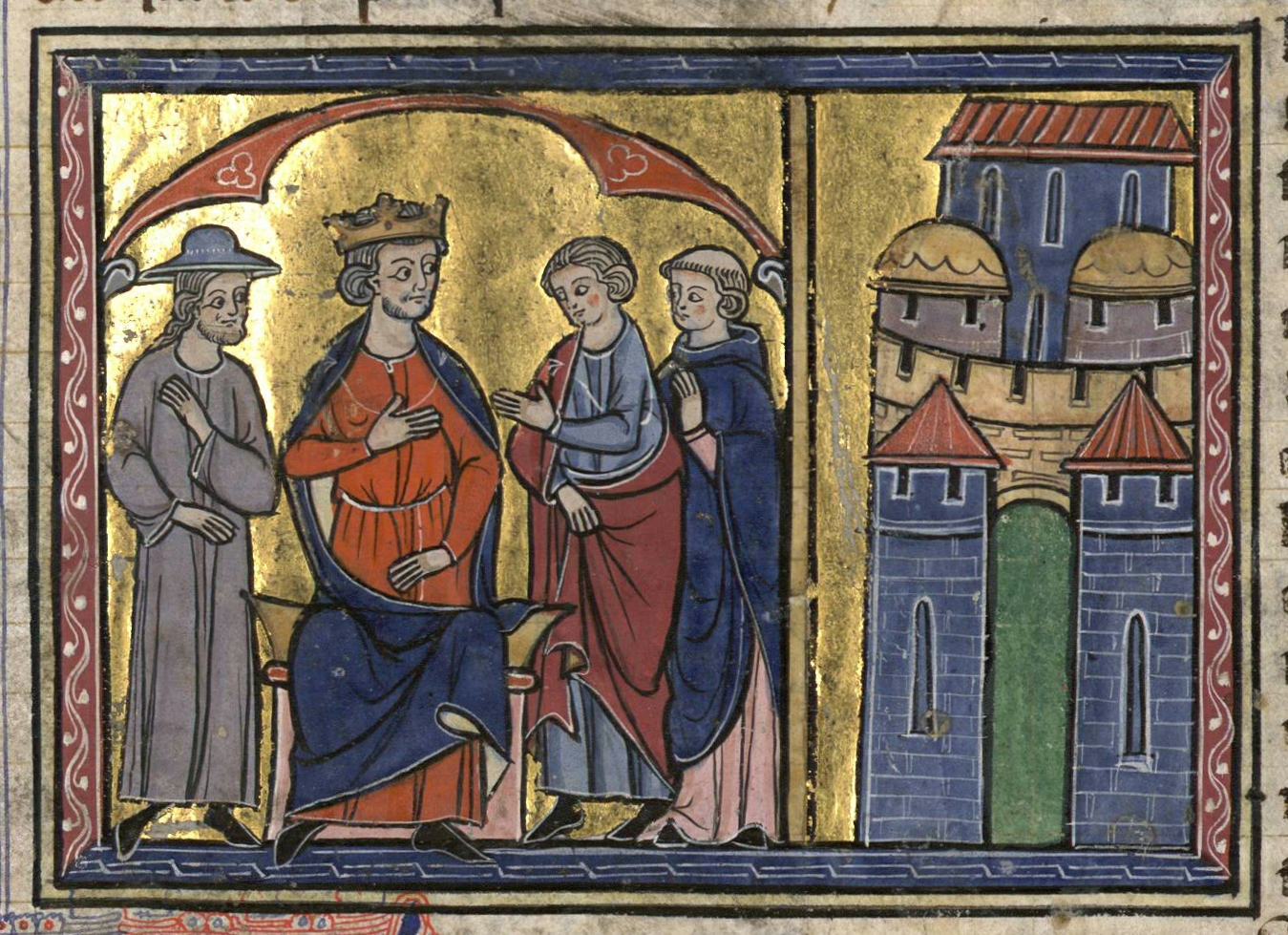
Alejo Comneno y Hugo

Escudo de armas del condado de Vermandois.

Hugo I de Vermandois (1053-18 de octubre de 1101), llamado Magnus o el Grande, fue el hijo menor de Enrique I de Francia y la princesa rusa Ana de Kiev, y hermano menor de Felipe I de Francia. Fue conde de Vermandois por derecho propio desde 1080 hasta su muerte, si bien no llevó a cabo ningún logro ni como gobernante ni como militar.

## Biografía
En realidad, Steven Runciman afirma que el sobrenombre Magnus, que Guillermo de Tiro utiliza para hacer referencia a él, en realidad es un error del copista, y que debería ser Minus (el menor), haciendo referencia a que era el hermano menor del rey de Francia.
A comienzos de 1096, Hugo y Felipe comenzaron a discutir su participación en la Primera Cruzada, después de que les llegasen las noticias a París de lo acontecido durante el Concilio de Clermont. Felipe no podía participar por haber sido excomulgado, pero Hugo sí que decidió participar. Se dice que pudo haberlo decidido después de un eclipse lunar acontecido el 11 de febrero de 1096.
Ese verano el ejército de Hugo partió de Francia, atravesando Italia, para llegar al mar Adriático. Una vez atravesado el mar llegarían al Imperio bizantino (otros ejércitos cruzados llegarían al mismo punto mediante rutas terrestres). Por el camino se le unieron muchos de los soldados que seguían al cruzado Emicho de Leiningen, que había sido derrotado por los húngaros cuando salieron a defenderse del pillaje de los cruzados. Hugo cruzó el Adriático desde la provincia de Bari, pero muchas de sus naves fueron destruidas en una tormenta que tuvo lugar en el puerto bizantino de Dyrrhachium.
Hugo y gran parte de su ejército fueron rescatados y escoltados a Constantinopla, adonde llegaron en noviembre de 1096. Antes de su llegada, Hugo envió una carta arrogante e insultante al emperador del Imperio romano de Oriente, Alejo I Comneno, según la biografía que escribió Ana Comneno sobre su padre, el emperador. En la carta exigía que Alejo se reuniese con él:

Sabed, O Rey, que soy Rey de Reyes, y superior a todos, los que hay bajo el cielo. Ahora se te permite darme la bienvenida, a mi llegada, y recibirme con magnificencia, como corresponde a mi nobleza.

Alejo estaba ya a la defensiva frente a los ejércitos que iban a llegar, después de la mala experiencia sufrida con la llegada de la cruzada de los pobres dirigida por Pedro el Ermitaño ese mismo año. Alejo mantuvo a Hugo custodiado en un monasterio hasta que este accedió a jurarle vasallaje.
Después de que los cruzados consiguiesen adentrarse en territorio turco y que, en 1098, capturasen Antioquía, Hugo fue enviado a Constantinopla para solicitar refuerzos de Alejo. Alejo no estaba interesado y Hugo, en lugar de volver a Antioquía para ayudar a planear el Sitio de Jerusalén, volvió a Francia. En Francia se enfrentó a las burlas por no haber cumplido su juramento de cruzado y completar el peregrinaje a Jerusalén, e incluso el nuevo papa, Pascual II, amenazó con excomulgarle. Hugo decidió unirse a la cruzada de 1101. 
Cayó herido en batalla con los turcos en septiembre de 1101, y murió de sus heridas en Tarso, en octubre de ese año.

## Matrimonio y descendencia
Se casó con Adelaida de Vermandois, hija del conde Heriberto IV de Vermandois y Adelaida de Valois. Tuvieron nueve hijos:
1. Mahaut, Matilde o Maud, 1080-1130), se casó en 1090 con Raúl I de Beaugency (1068-1113)
2. Isabel de Vermandois, condesa de Leicester (1081-1131), casada con Robert de Beaumont, I conde de Leicester, y luego con William de Warenne, II conde de Surrey;
3. Beatriz (1082 - después de 1144), se casó con Hugo III de Gournay
4. Raúl I de Vermandois (1085 - 14 de octubre de 1152)
5. Constanza (1086, fecha de la muerte desconocida), se casó con Godofredo de la Ferté-Gaucher
6. Inés (1090-1125), se casó con Bonifacio de Savona-Vasto
7. Enrique (1091-1130), señor de Chaumont-en-Vexin, que fue asesinado en una batalla con Tomás de Marle;
8. Simón de Vermandois (1093-1148), obispo de Noyon;
9. Guillermo (c. 1094 - c. 1096), tal vez Guillermo de Vermandois, casado con Isabel, hija ilegítima del rey Luis VI de Francia.